# Kniaża (Tatarstan)
Kniaża (tat. Княжа, ros. Княжа) – wieś (ros. деревня, trb. dieriewnia) w Tatarstanie, w rejonie piestrieczyńskim.
Miejscowość wzmiankowana w 1565 r., położona na zachód od wsi Tatarskoje Chodiaszewo (Таτарское Ходяшево), należy do tatarskochodiaszewskiego osadnictwa wiejskiego (synonim sielsowietu) – Татарско-Ходяшевске сельское поселение. Według statystyk z 2002 r. 71% mieszkańców stanowili Rosjanie, 29% Tatarzy.